# Assedio di Parigi (845)
L'assedio di Parigi dell'845 fu il primo assedio portato dai vichinghi a Parigi, allora capitale del regno dei Franchi Occidentali. I vichinghi, comandati da Ragnar Lothbrok, dopo aver sconfitto il contingente di difesa approntato dal re Carlo il Calvo, occuparono e saccheggiarono la città, abbandonandola solo dopo aver ricevuto un compenso di 7 000 livre.

## Antefatto
A partire dalla seconda metà dell'VIII secolo alcuni gruppi di norreni, che abitavano la Scandinavia meridionale e lo Jutland, attraversarono il mare del Nord ed iniziarono delle scorrerie sulle coste dell'Inghilterra orientale e della Frisia. Questi guerrieri, che attraversavano il mare con le loro snelle imbarcazioni dette drakkar, presero il nome di Vichinghi.
La prima incursione sulle coste inglesi, di cui si ha notizia scritta nella Cronaca anglosassone, è del 793 a spese del monastero di Lindisfarne sull'isola omonima di fronte alla costa settentrionale del Regno di Northumbria. Negli anni successivi i vichinghi si spinsero più ad ovest. Il primo attacco al Regno franco avvenne nel 799, quando ancora regnava Carlo Magno, nei confronti del monastero di San Filiberto sull'isola di Noirmoutier, presso l'estuario della Loira. Nell'810 il re danese Godfred attaccò la Frisia con 200 navi vichinghe e costrinse gli abitanti a pagare 100 libbre d'argento.
Carlomagno aveva compreso che l'unico modo efficace di contrastare i vichinghi era quello di affrontarli in mare aperto, prima che sbarcassero. A tale scopo aveva organizzato un certo numero di flotte a protezione delle coste settentrionali del regno e degli estuari dei principali fiumi. Il metodo funzionava, ed infatti nell'820 una flotta norrena fu respinta alla foce della Senna. Tuttavia, alla sua morte (nel 814) questa soluzione decadde e venne poi abbandonata.
Liberi di muoversi indisturbati sul mare, i Vichinghi ripresero le loro scorrerie, depredando i villaggi e le città mercantili lungo la costa prima, ma poi si fecero più audaci e approfittando dei grandi estuari atlantici e delle caratteristiche delle loro navi dal basso pescaggio, iniziarono a risalire i fiumi e colpire le città e le abbazie all'interno del regno Franco. Nell'834 assalirono la città di Dorestad nella Frisia, nell'836 Anversa e Noirmoutier furono date alle fiamme. Successivamente ci furono altre incursioni e saccheggi: Rouen nel 841, Quentovic nel 842. Il 24 giugno dell'843, ricorrenza di San Giovanni Battista, una flotta di 67 navi vichinghe risalì la Loira e prese d'assalto Nantes dove nella cattedrale venne ucciso il vescovo Gohard e una gran parte del clero e presi schiavi fra la popolazione. Nei mesi successivi i normanni devastarono la regione a sud della Loira (Pays de Retz) e poi si rifugiarono presso Noirmoutier per passare l'inverno.
Anche se l'impero carolingio fu quello che godette delle maggiori "attenzioni", i vichinghi non disdegnarono gli altri paesi che si affacciavano sull'Atlantico. Nell'844 un gruppo di vichinghi risalì la Garonna e raggiunse Tolosa. Una parte di essi si staccò dal gruppo principale e saccheggiò il nord della Galizia, allora parte del Regno delle Asturie. Quello stesso anno attaccarono la Spagna musulmana. Nella tarda estate dell'844 una flotta vichinga di circa 80 navi, al comando di Hasting e Björn Fianco di Ferro (forse Björn Ragnarsson) dopo aver saccheggiato Lisbona discese lungo la costa spagnola verso sud e saccheggiò le città spagnole di Cadice, Medina Sidonia e Algeciras. Quindi risalirono il Guadalquivir e il 25 settembre giunsero presso Siviglia che conquistarono il 3 ottobre dopo un breve assedio.

## La Parigi del tempo
Riva della Senna
     Perimetro delle mura
     Palazzo romano

Rappresentazione grafica delle mura Gallo-Romane dell'Île de la Cité
Riva della Senna
Perimetro delle mura
Palazzo romano

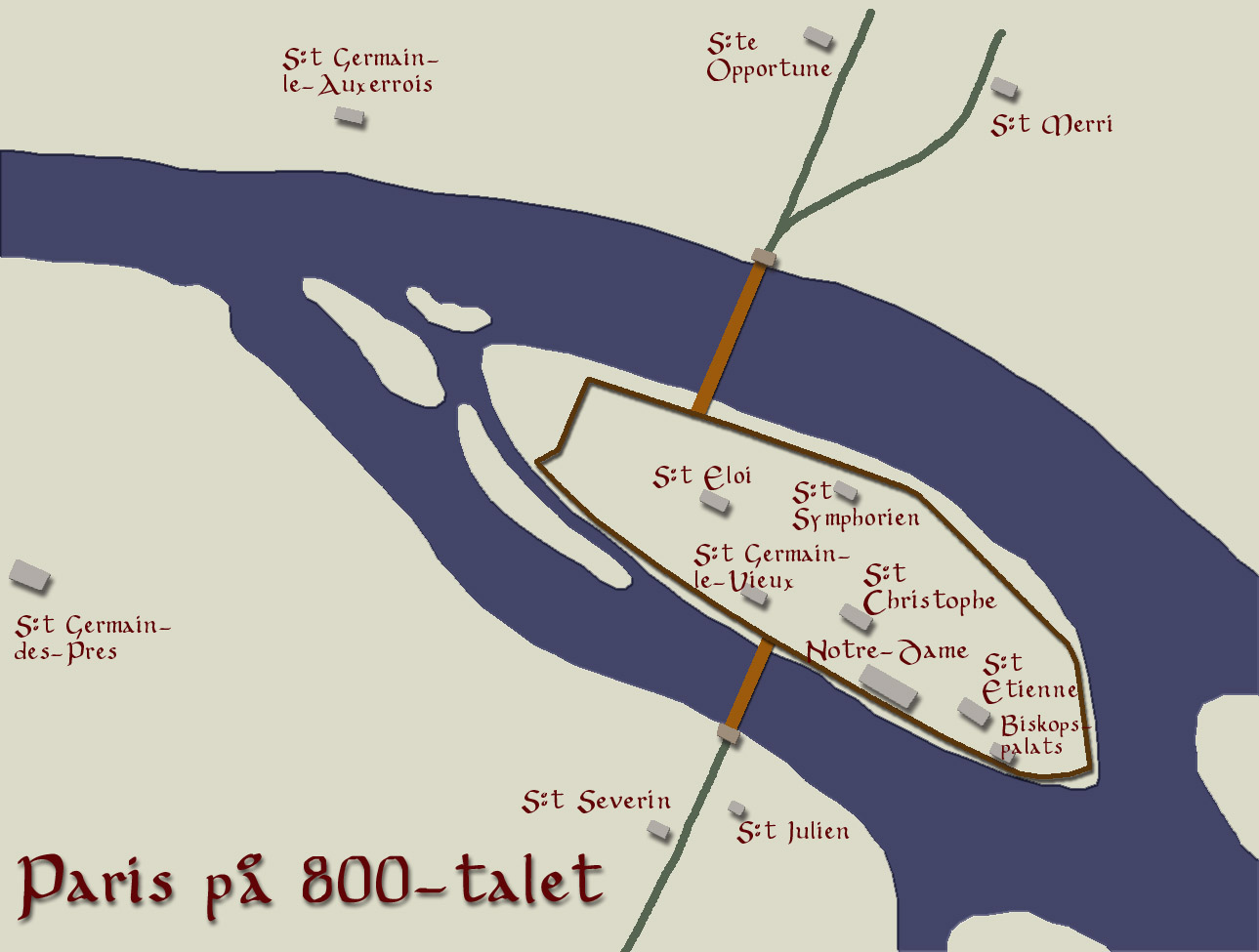
Mappa di Parigi nel IX secolo

Nel IX secolo Parigi era costituita da l'Île de la Cité, la più grande delle due isole naturali della Senna.
Parigi sorge sul territorio dell'antica città Gallo - Romana di Lutezia. La città fu conquistata da Giulio Cesare nel 52 a.C., durante le guerre galliche. Sotto il dominio romano la città fu urbanizzata principalmente sulla riva sinistra della Senna anche se erano presenti insediamenti sull'isola al centro della confluenza, l'Ile de la Cité, e crebbe rapidamente con una popolazione stimata fra 6 000 e 10 000 persone nel III secolo. La città non fu fortificata sui due lati della Senna in quanto la Pax Romana garantiva la sicurezza della città e delle popolazioni, tuttavia venne fortificata l'Ile de la Cité che fu intesa come una sorta di castrum, ovvero una cittadella in cui la popolazione poteva rifugiarsi in caso di pericolo. L'isola fu fortificata con un bastione in pietra di stile romano. Non si sa con precisione quando queste mura furono edificate, probabilmente fra il 308 e il 358 d.C.
Le invasioni barbariche del V secolo che portarono alla caduta dell'Impero Romano avevano esposto gli abitanti dell'antica città romana di Lutezia a saccheggi e distruzioni, costringendoli a rifugiarsi sull'Île de la Cité. Il collasso conseguente alla caduta dell'impero portò notevoli cambiamenti nella società che interessarono la vita urbana più di altri aspetti. Le città quindi si spopolarono e talvolta furono completamente abbandonate. Parigi non cessò di esistere e rimase un centro urbano abitato con continuità, anche se in uno stato decadente. In quel periodo vennero rinforzate le mura romane erette in difesa dell'isola. Le mura erano alte circa 3,5 m. con una larghezza alla base di circa 2,5 m. e 2 m. alla sommità. La lunghezza totale era di circa 1 620 m e racchiudevano una superficie di circa 10 ettari. Non si trattava certo di una difesa poderosa, e probabilmente non includevano torri, ma come sempre si avvalevano di un ampio fossato naturale costituito dalla Senna.
Durante il periodo Merovingio Parigi divenne la capitale del regno Franco, anche se il concetto di "capitale" che avevano i regnanti Merovingi era alquanto relativo. Essi avevano uno stile di vita piuttosto nomadico e pertanto la capitale era intesa come "principale dimora". La città non ebbe pertanto da questa situazione particolari vantaggi o crescite territoriali; la sua superficie a quel tempo era probabilmente minore che al tempo dei Romani. Non ci sono notizie di fortificazioni erette in quel tempo. Se c'erano si può supporre che fossero fatte con terrapieni e palizzate di legno in stile gallico, ma nessuna evidenza archeologica di esse è rimasta. Nel complesso non rimane nulla delle realizzazioni della dinastia merovingia a Parigi. Dal VI all'VIII secolo Parigi languiva.
Alla metà dell'VIII secolo i Merovingi vengono rimpiazzati dai Carolingi alla guida del Regno Franco. Durante questo periodo Parigi fu relegata ad un ruolo di secondo piano in quanto Carlo Magno aveva stabilito la capitale ad Aix-la-Chapelle (attuale Aquisgrana in Germania). Alla morte di Ludovico il Pio, successore di Carlo Magno, vi fu un periodo di grande instabilità dovuta alla guerra fra i suoi figli per la spartizione del regno. La guerra civile si concluse con il Trattato di Verdun (843) che assegnava a Carlo II detto il Calvo il Regno occidentale (nucleo di quello che divenne Regno di Francia) che includeva Parigi. Con Carlo il Calvo Parigi riacquistò lo status di capitale effettiva del regno, anche se la città non aveva difese da attacchi esterni. Le mura romane non erano mai state restaurate e Carlo il Calvo, alle prese con le difficoltà del suo nascente regno, non aveva le risorse per costruirne di nuove. L'unica difesa era costituita dal fiume.

## Battaglia

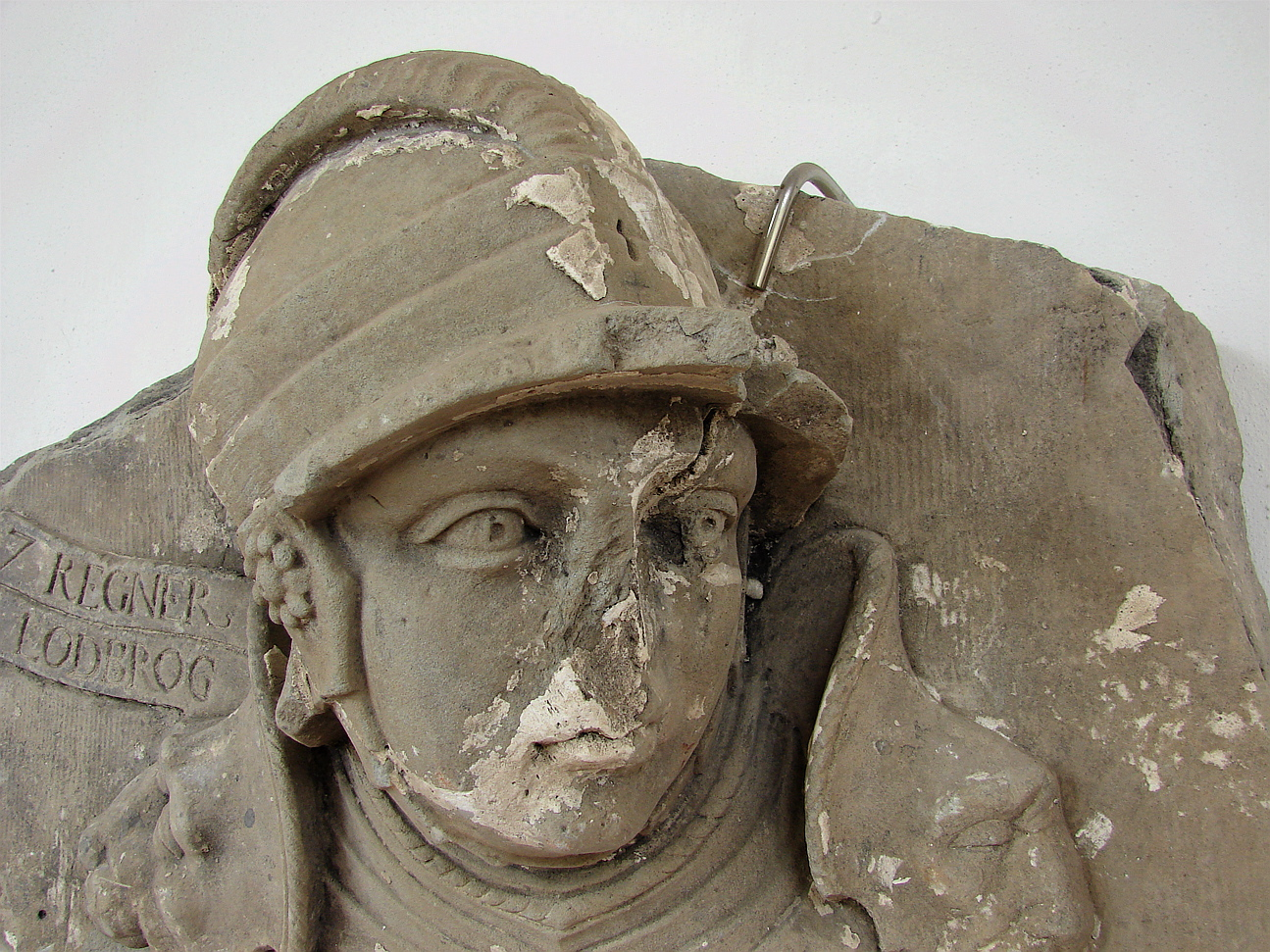
Ragnar Lodbrok (rilievo nel castello di Frederiksborg, Danimarca)

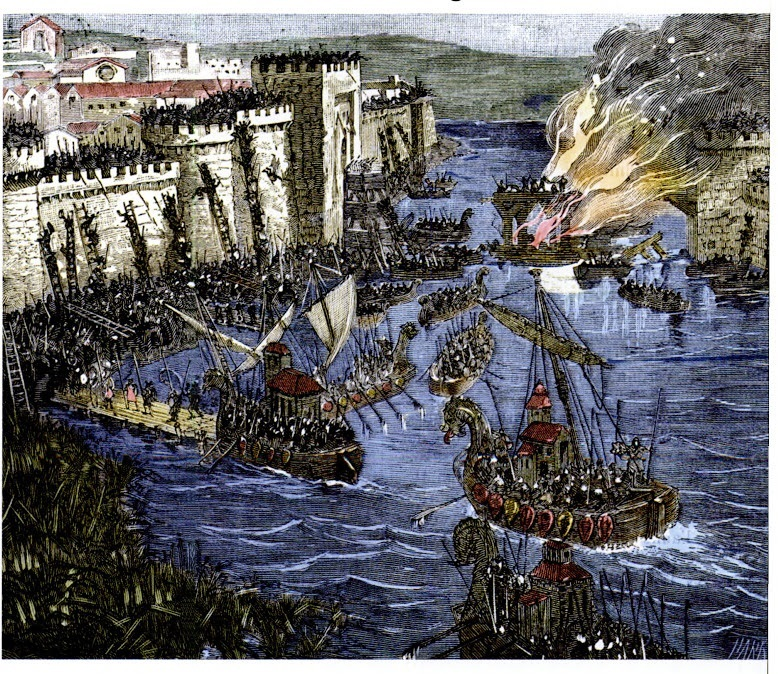
Riproduzione dell'attacco a Parigi dell'845 (1884)

Nel marzo dell'845 una flotta di 120 navi vichinghe con circa 5 000 uomini entrò nella Senna al comando di un capo chiamato Reginherus o Ragnar. Questo Ragnar è stato spesso identificato con la leggendaria figura di Ragnar Lodbrok, ma l'esattezza di questo rimane una questione controversa fra gli storici.
Durante la risalita della Senna i Vichinghi assaltarono Rouen e la saccheggiarono proseguendo poi per Parigi. Carlo il Calvo raccolse un esercito per contrastare i Vichinghi e lo suddivise in due gruppi ponendoli a difesa delle due rive della Senna in quanto voleva a tutti i costi preservare dalla razzia vichinga l'Abbazia di Saint-Denis posta sulla rive destra della Senna, poco fuori Parigi. Quello di dividere le sue forze fu un grave errore tattico da parte di Carlo, del quale Ragnar approfitta immediatamente. Egli infatti attaccò il gruppo franco più debole e lo sconfisse pesantemente prendendo 111 prigionieri. Quindi, con un esercizio di calcolata crudeltà in onore del dio norreno Odino, fece impiccare tutti i prigionieri, esponendoli su un'isola della Senna in piena vista del secondo distaccamento dell'esercito Franco. I Franchi, sconfitti sul campo e provati psicologicamente dalla sorte che i Vichinghi avevano riservato ai loro compagni, non erano in grado di opporre un'efficace resistenza e si ritirarono.
Ragnar Lodbrok risalì il fiume fino a Parigi e con la stessa inesorabile tempistica mostrata a Nantes prese Parigi e la saccheggiò il giorno di Pasqua (28 marzo) (secondo alcuni testi il 29 marzo). Carlo il Calvo, valutando che non poteva opporsi efficacemente ai Vichinghi, e per evitare conseguenze peggiori, si accordò con Ragnar per il pagamento di un tributo di 7 000 livre in cambio del loro ritorno in patria.
Dopo il pagamento, Ragnar, come concordato, si ritirò da Parigi, ma nel suo viaggio di ritorno devastò e saccheggiò diversi luoghi presso la costa fra cui l'Abbazia di San Bertino.

## Conseguenze

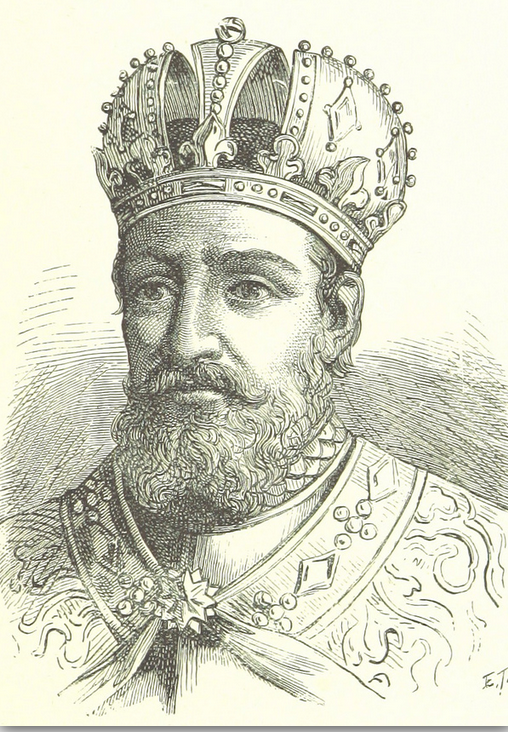
Carlo il Calvo re dei Franchi

Negli anni successivi Carlo il Calvo fu molto criticato per come aveva gestito l'assedio di Parigi dell'845, ed in particolar modo per il pagamento del tributo (detto anche Danegeld) ai Vichinghi. I critici sostenevano che questo pagamento poteva essere considerato dai Vichinghi come un incentivo a ripetere l'azione per ricavarne altri tributi. Queste critiche non erano prive di fondamento, come dimostrato dal fatto che sia Carlo il Calvo che i suoi successori furono costretti a pagare ai vichinghi ben 13 danegelds.
Va riconosciuto comunque che Carlo il Calvo aveva dal suo punto di vista molte buone ragioni per adottare la suddetta soluzione, in quanto c'erano altre questioni che lui giudicava più critiche da affrontare contemporaneamente.
1. Dopo la morte di Carlo Magno, il costante declino del potere e del prestigio della corona era stato accompagnato da una crescente tendenza verso l'indipendenza da parte dei magnati locali e dei grandi feudatari;
2. A seguito della divisione del Regno Franco fra i figli di Ludovico il Pio e l'esaurimento derivante dalle guerre civili condotte da Ludovico II il Germanico e da Carlo il Calvo contro Lotario I, la capacità di resistenza dell'esercito franco era molto ridotta;
3. Il carattere perverso della nobiltà franca, la loro crescente avidità ed egoismo e il loro tiepido, se non totalmente mancante, patriottismo;
4. Le rivolte dei nobili franco-occidentali e il sostegno dato ai ribelli da parte di Ludovico il Germanico. Queste rivolte erano dovute in gran parte ai tentativi fatti da Carlo per controllare la crescente indipendenza e la disobbedienza dei nobili;
5. Gli ambiziosi progetti di Carlo per annettere la Lorena e per assicurare il riconoscimento indiscusso della sua autorità imperiale in Italia

Questo insieme di circostanze, che si applicano in particolare al regno franco occidentale, si uniscono per formare durante il regno di Carlo il Calvo una situazione peculiare che deve essere considerata la vera ragione per cui fu costretto a pagare il danegeld.

## Nei media
Una versione romanzata del primo assedio norreno di Parigi è al centro della seconda metà della terza stagione della serie TV Vikings.
Nella serie TV i vichinghi sono effettivamente guidati da Ragnarr Loðbrók, e i franchi da un sovrano di nome Carlo presentato come imperatore dei franchi occidentali e nipote di Carlo Magno, il che porterebbe ad identificarlo con Carlo il Calvo, che però all'epoca dell'assedio era più giovane di come raffigurato, e che soprattutto non era ancora imperatore. A Carlo è affiancato Oddone, conte di Parigi, storicamente nato solo in seguito e che in realtà difese la città in occasione del secondo assedio norreno di Parigi, nell'885; inoltre non figura nessuno dei vari figli maschi di Carlo il Calvo eccetto un'unica figlia, Gisla, concessa in matrimonio al capo vichingo Rollo, fratello di Ragnarr Loðbrók. Ciò è un palese riferimento alle vicende - storiche, ma svoltesi nel 911 e non nell'845 - del conte vichingo Rollone, cui Carlo III di Francia (e non Carlo il Calvo, suo nonno paterno) avrebbe concesso la mano della figlia Gisla, assieme al ducato di Normandia.
Nella serie TV, i vichinghi non riescono inizialmente a penetrare in città, quindi accettano di togliere l'assedio dopo aver ricevuto dai franchi un tributo in oro. In seguito tuttavia i vichinghi ottengono un ulteriore successo grazie ad uno stratagemma: Ragnarr Loðbrók, fingendosi moribondo, chiede ai franchi di essere battezzato nella fede cristiana e di poter ricevere una sepoltura adeguata nella cattedrale di Parigi. In occasione del funerale, Ragnarr redivivo salta fuori dalla bara e, assieme al piccolo gruppo di seguaci fatti entrare in città per le esequie, riesce a razziare parzialmente Parigi. Tale stratagemma è storicamente attribuito ad un altro capo vichingo, Hastein, che l'avrebbe adottato per saccheggiare la città italiana di Luni nell'860.
Nel videogame Assassin's Creed: Valhalla,  è presente un DLC chiamato "l'Assedio di Parigi", nel quale Eivor deve aiutare i norreni residenti nel Regno Franco a combattere contro Carlo il Grosso. La mappa di gioco permette di esplorare la Parigi di quel tempo e sparsi lungo tutto il territorio circostante si potranno trovare vari riferimenti all'assedio di Ragnarr Loðbrók.